# Montepaone
Montepaone este o comună din provincia Catanzaro, regiunea Calabria, Italia, cu o populație de 5.656 locuitori (1 ianuarie 2023) și o suprafață de 16,85 km².

## Demografie
Montepaone - evoluția demografică

|  | Graficele sunt indisponibile din cauza unor probleme tehnice. Mai multe informații se găsesc la Phabricator și la wiki-ul MediaWiki. |

Date: Recensăminte sau birourile de statistică - grafică realizată de Wikipedia